# Icaria Editorial
Icaria Editorial és una editorial independent de pensament crític, especialitzada en l'àmbit de les ciències socials i l'assaig sobre temàtiques com: conflictologia, economia crítica, política internacional, relacions Nord-Sud, feminisme, ecologia, sobirania alimentària, participació democràtica i decreixement, entre d'altres.